# Анастас Наумов
 Тази статия е за просветния деец Анастас Наумов.  За композитора вижте Анастас Наумов (композитор).  
Анастас (Ташко) Наумов Николов с псевдоним Високополски е български просветен деец, журналист, директор на Солунската българска гимназия.

## Биография
Роден е в 1861 година или в 1863 година в Битоля, тогава в Османската империя, днес Северна Македония, а според някои източници в Прилеп. В 1880 година завършва богословско училище в Самоков и става учител в Етрополе. От 1882 до 1884 година учи в Кралската препарандия в Загреб. След това специализира философия във Виена. От 1888 до 1891 година е директор на българското мъжко класно училище в Прилеп. В Прилеп извършва коренна реформа в методите на преподаване и се ползва с голям авторитет сред гражданите. След Прилеп заминава да преподава в Солунската българска мъжка гимназия, като в периода от 1896 до 1897 година е неин директор. В 1896/1897 година преподава и в Солунската българска девическа гимназия.
В 1897 година е сред основателите на Българското тайно революционно братство. От 1897 до 1899 година е директор на българското педагогическо училище в Сяр, където развива дейност заедно с Димитър Галев. В 1898 година участва в списването на хектографирания вестник на Братството „Борба“.
Наумов е ярък привърженик на еволюционната просветна линия и влиза в остър конфликт с дейците на Вътрешната македоно-одринска революционна организация и през април 1900 година в Сяр срещу него са извършени два неуспешени атентата, първият от Атанас Чопката и Андон Кьосето, а вторият от Чопката, Кьосето и Михаил Попето, при който е убита жена му Урания Наумова.
От 1899 до 1904 година Наумов преподава в Първа мъжка гимназия в София. От 1901 година работи в просветното министерство. В 1903 – 1904 година е редактор на „Училищен преглед“. По-късно от 1904 година е училищен инспектор към Българската екзархия в Цариград. След Младотурската революция в 1908 година Наумов е член на Българския конституционен клуб в Цариград. Редактира в Цариград вестниците „Нов живот“ и „Вести“. През 1909 – 1910 година е председател на Управителния съвет на Българска матица.
През май 1911 година в дома на Наумов в Цариград се провежда събрание, на което се взема решение за поставяне на начало на подготовката по създаване на легална политическа партия на българите в Османската империя – проект, който пропада поради засилването на политическото напрежение и избухването на Балканската война.
В 1913 година Наумов е председател на българската делегация в Смесената българо-гръцка комисия за двувластните имоти.
Наумов е автор на редица учебници и помагала, печатани в Солун в печатницата на Коне Самарджиев, както и в София и Варна.
Деецът на Върховния комитет Михаил Думбалаков пише за Наумов:
| „ | Голям националист, патриот и общественик, със силно развито обществено чутие, Анастас Наумов събираше върху себе си, освен завистта и злобата на онези, които той превъзхождаше, но и тяхната смъртна ненавист. Стрелите върху Наумова се насочваха от бръмчащия кошер на „вътрешните“, които мъчно можеха да смелят големите идеи на Екзарх Йосифа, носени с такт и мъдрост от Наумова. | “ |

- Издания на Анастас Наумов
- Наумовъ, А. Читанка за трето отдѣление за първоначалните училища. Трето преработено издание.   Солунъ, Издание и печатъ на книжарницата К. Г. Самадржиевъ и С-ие. Скоропечатница на С. Муратори и С-ие, 1891.
- Наумовъ, А. Букварь. Единадесето издание.   Солунъ, Издание на книжарницата К. Г. Самарджиевъ и Сіе, 1905.
- Наумовъ, А. Букварь. Дванадесето издание.   Солунъ, Издава книжарницата на К. Г. Самарджиевъ и Сие.
- Наумовъ, А. Читанка за първо отдѣление. Осмо издание.   Солунъ, Издание на книжарницата К. Г. Самарджиевъ и Сіе, 1905.
- Наумовъ, А. Учебникъ по смѣтанье за второ отдѣление на първоначалнитѣ училища. Трето издание.   Солунъ и Прилѣпъ, Издание и печатъ на книжарницата К. Г. Самарджиевъ и С-ие, 1907.

## Родословие
Наумов е женен за Урания Наумова, дъщеря на солунския гръцки консул. Техни синове са търговецът на тютюн Владимир Ташков Наумов и дипломатът Димитър Наумов и двамата репресирани от комунистическия режим след 1944 година.
|                            |                            |                            |                            | Наум Анастасов               |                              |                              |                              |                              |                              |                           |                           |                           |                           |                |                |                            |                            |                            |                            |                            |                            |  |  |  |  |  |  |  |  |  |  |
|                            |                            |                            |                            |                              |                              |                              |                              |                              |                              |                           |                           |                           |                           |                |                |                            |                            |                            |                            |                            |                            |  |  |  |  |  |  |  |  |  |  |
|                            |                            |                            |                            | Анастас Наумов (1861 – 1920) | Анастас Наумов (1861 – 1920) | Анастас Наумов (1861 – 1920) | Анастас Наумов (1861 – 1920) | Анастас Наумов (1861 – 1920) | Анастас Наумов (1861 – 1920) |                           |                           | Урания Наумова            | Урания Наумова            | Урания Наумова | Урания Наумова | Урания Наумова             | Урания Наумова             |                            |                            |                            |                            |  |  |  |  |  |  |  |  |  |  |
|                            |                            |                            |                            | Анастас Наумов (1861 – 1920) | Анастас Наумов (1861 – 1920) | Анастас Наумов (1861 – 1920) | Анастас Наумов (1861 – 1920) | Анастас Наумов (1861 – 1920) | Анастас Наумов (1861 – 1920) |                           |                           | Урания Наумова            | Урания Наумова            | Урания Наумова | Урания Наумова | Урания Наумова             | Урания Наумова             |                            |                            |                            |                            |  |  |  |  |  |  |  |  |  |  |
|                            |                            |                            |                            |                              |                              |                              |                              |                              |                              |                           |                           |                           |                           |                |                |                            |                            |                            |                            |                            |                            |  |  |  |  |  |  |  |  |  |  |
|                            |                            |                            |                            |                              |                              |                              |                              |                              |                              |                           |                           |                           |                           |                |                |                            |                            |                            |                            |                            |                            |  |  |  |  |  |  |  |  |  |  |
| Владимир Наумов (1892 – ?) | Владимир Наумов (1892 – ?) | Владимир Наумов (1892 – ?) | Владимир Наумов (1892 – ?) | Владимир Наумов (1892 – ?)   | Владимир Наумов (1892 – ?)   |                              |                              | Наум Анастасов               | Наум Анастасов               | Наум Анастасов            | Наум Анастасов            | Наум Анастасов            | Наум Анастасов            |                |                | Димитър Наумов (1893 – ?)  | Димитър Наумов (1893 – ?)  | Димитър Наумов (1893 – ?)  | Димитър Наумов (1893 – ?)  | Димитър Наумов (1893 – ?)  | Димитър Наумов (1893 – ?)  |  |  |  |  |  |  |  |  |  |  |
| Владимир Наумов (1892 – ?) | Владимир Наумов (1892 – ?) | Владимир Наумов (1892 – ?) | Владимир Наумов (1892 – ?) | Владимир Наумов (1892 – ?)   | Владимир Наумов (1892 – ?)   |                              |                              | Наум Анастасов               | Наум Анастасов               | Наум Анастасов            | Наум Анастасов            | Наум Анастасов            | Наум Анастасов            |                |                | Димитър Наумов (1893 – ?)  | Димитър Наумов (1893 – ?)  | Димитър Наумов (1893 – ?)  | Димитър Наумов (1893 – ?)  | Димитър Наумов (1893 – ?)  | Димитър Наумов (1893 – ?)  |  |  |  |  |  |  |  |  |  |  |
|                            |                            |                            |                            |                              |                              |                              |                              | Анастас Наумов (1928 – 2015) |                              |                           |                           |                           |                           |                |                |                            |                            |                            |                            |                            |                            |  |  |  |  |  |  |  |  |  |  |
|                            |                            |                            |                            |                              |                              |                              |                              |                              |                              |                           |                           |                           |                           |                |                |                            |                            |                            |                            |                            |                            |  |  |  |  |  |  |  |  |  |  |
|                            |                            |                            |                            |                              |                              |                              |                              | Владимир Наумов (р. 1954)    | Владимир Наумов (р. 1954)    | Владимир Наумов (р. 1954) | Владимир Наумов (р. 1954) | Владимир Наумов (р. 1954) | Владимир Наумов (р. 1954) |                |                | Елвира Георгиева (р. 1962) | Елвира Георгиева (р. 1962) | Елвира Георгиева (р. 1962) | Елвира Георгиева (р. 1962) | Елвира Георгиева (р. 1962) | Елвира Георгиева (р. 1962) |  |  |  |  |  |  |  |  |  |  |
|                            |                            |                            |                            |                              |                              |                              |                              | Владимир Наумов (р. 1954)    | Владимир Наумов (р. 1954)    | Владимир Наумов (р. 1954) | Владимир Наумов (р. 1954) | Владимир Наумов (р. 1954) | Владимир Наумов (р. 1954) |                |                | Елвира Георгиева (р. 1962) | Елвира Георгиева (р. 1962) | Елвира Георгиева (р. 1962) | Елвира Георгиева (р. 1962) | Елвира Георгиева (р. 1962) | Елвира Георгиева (р. 1962) |  |  |  |  |  |  |  |  |  |  |